# Betonkristallisation
Als Betonkristallisation wird eine Behandlung von Betonbauteilen bezeichnet, die zur Bildung von Kristallen im Kapillarsystem des Betons führt.
Durch den reaktiven Kristallisationsprozess lässt sich Beton unabhängig von seinem Alter gegen eindringendes Wasser bis zu einem Druck von 13 Bar abdichten.
Diese Art der Betonabdichtung kann bei der Betonage, bei der Herstellung von Betonfertigteilen und bei der Betonsanierung angewandt werden.

## Prinzip
Beton härtet durch Hydratation von Kalziumsilikaten aus. Dabei entstehen Risse und wassergefüllte Porenräume.
In Anwesenheit von Wasser reagieren die injizierten Wirkstoffe mit den im Beton vorhandenen Calcium- und Aluminiumionen. 
Als Reaktionsprodukt entstehen unlösliche kristalline Verbindungen. 
Diese wasserunlöslichen, kristallinen Verbindungen sind in der Lage, Risse, Poren und Hohlräume bis zu einer Weite von ca. 400 μ auszufüllen. 
Während des Hydratationsprozesses des Zements werden im Regelfall bis zu 25 % des Zements aufgrund der Bildung von Tobermoritgel nicht hydratisiert. Da der Abstand zwischen freier positiver und negativer Ladung zunimmt, nehmen die Kristalle nach außen hin eine positive Ladung an, wodurch die Wassermoleküle aufgrund des starken Dipolmoments des Wassers an ihrer Außenhaut gebunden werden können, sodass das Volumen der Kristalle in erheblichem Maße zunimmt. 
Das Ausmaß und die Dauer des kristallinen Wachstums hängen in erster Linie von der vorhandenen Feuchtigkeit sowie der Zusammensetzung des Betons ab.
Auch die physikalischen Eigenschaften des Betons, wie beispielsweise Zementgehalt, Dichte und Kapillarstruktur beeinflussen den Vorgang. 
 
Der Beton bleibt dampfdurchlässig, sodass enthaltene Feuchtigkeit austrocknen kann. 
Mittel zur Betonkristallation können auch Portlandzement und Quarzmehl enthalten.